# Megumi Ito
Megumi Ito –en japonés, 伊東 恵– (6 de marzo de 1966) es una deportista japonesa que compitió en natación sincronizada. Ganó dos medallas de bronce en el Campeonato Mundial de Natación de 1986, en las pruebas dúo y equipo.

## Palmarés internacional
| Campeonato Mundial | Campeonato Mundial | Campeonato Mundial | Campeonato Mundial |
| Año                | Lugar              | Medalla            | Prueba             |
| ------------------ | ------------------ | ------------------ | ------------------ |
| 1986               | Madrid (España)    | Medalla de bronce  | Dúo                |
| 1986               | Madrid (España)    | Medalla de bronce  | Equipo             |